# Alojz Jehart
Alojz Jehart, slovenski častnik, * 4. junij 1948, Ljubljana.
Brigadir Jehart je visoki pripadnik SV.

## Vojaška kariera
- namestnik načelnika GŠSV (2000)
povišan v polkovnika (18. junij 1993)

## Odlikovanja in priznanja
- zlata medalja generala Maistra (19. oktober 1998)
- srebrna medalja generala Maistra (24. oktober 2000)
- bronasta medalja Slovenske vojske (16. maj 1993)